# ものまね四天王 オリジナルムービー ひょうたん
ものまね四天王 オリジナルムービー ひょうたん（ものまねしてんのう オリジナルムービー ひょうたん）は、1991年8月21日にフジテレビジョンより発売されたオリジナルビデオ作品。
コロッケ・清水アキラ・栗田貫一・ビジーフォーの「ものまね四天王」が主演を務めたドラマ作品である。

## 概要
バラエティ番組「ものまね王座決定戦」は1991年の放映当時人気絶頂期にあり、番組のスピンオフ企画として当該ビデオが制作された。ものまね四天王の他にも、同番組のレギュラー出演者・スタッフや、ゲスト俳優が多数出演した。
しかし、完成した作品は、お笑いバラエティ番組の派生とかけ離れたシリアスなテイストとなった。ものまね四天王のオンステージのシーンを随所に入れてはあるが、ドラマ全体の骨組みは、ヤクザしかできない不器用な男たちの奮闘と侠気・人情を描いた正統派任侠映画となっている。
1992年2月21日に同局の「金曜ファミリーランド」枠で『大公開!最初で最後!ものまね四天王ドラマスペシャル!!』としてテレビ放送された。

## あらすじ
下町の昔ながらの暴力団若島組。幹部の5人衆、千秋直・村田英・内田裕・萩原健・飛鳥涼は抗争にて逮捕され収監された。
刑期を終えて出所してみると、若島組は、亡くなった組長の遺言により解散消滅し、組長の娘により学習塾に鞍替えしていた。
居場所を無くした5人は、学習塾の隣に事務所を構えあの手この手のシノギで組を再建しようとするが、対抗勢力の緋水会が次々と妨害工作を仕掛けてきた。そして、周りの大事な人が次々に巻き込まれ、再び抗争の火ぶたが切られた。

## キャスト
- 千秋直（若島組幹部）：コロッケ
- 村田英（若島組幹部）：清水アキラ
- 内田裕（若島組幹部）：グッチ裕三
- 萩原健（若島組幹部）：モト冬樹
- 飛鳥涼（若島組幹部）：栗田貫一
- 楠正義（緋水会代貸）：西岡徳馬
- （緋水会総長）：峰岸徹
- 本間丈二（緋水会若頭）：イッセー尾形
- 若島組組長：荒井注
- みどり（組長の娘）：中村あずさ
- マコト（組の若衆）：坂上忍
- ヨウヘイ：山本亮（子役）
- 緋水会用心棒：糸井重里
- 若島組組員：志賀勝、佐藤蛾次郎、丹古母鬼馬二
- 刑務所所長：安岡力也
- 看守：笑福亭笑瓶
- ソープランドの客：石井光三、上島竜兵、寺門ジモン
- 劇中タイム3出演者：須田哲夫、笠井信輔
- 台湾マフィア幹部：前田忠明
- ヨウヘイの母：研ナオコ
- 肥後克広
- 流れ弾を受けたホステス：城之内早苗
- 美川憲一(本人役)
- アダルトビデオの出演者：立野しのぶ、平本一穂
- 機動隊隊長：エド山口
- 鶴岡優紀子
- 神山三岬
- ひばり
- ウーロン茶
- エデン東
- わたる哲兵
- 北海龍
- 白井晃
- ヨコスカ潮也、志賀実、宮本大誠、柴崎蛾王　ほか

## スタッフ
- プロデュース・監督：木村忠寛
- 脚本：沢口義明
- 音楽：鈴木邦彦
- EDソング：バブルガム・ブラザース・バンド「セッション・インポシブル」
- 技斗監督：高瀬将嗣
- ガンエフェクト：ビル横山
- カースタント：高橋レーシング
- 刺青：霞涼二
- 技術協力：ニユーテレス、IMAGICA
- スタジオ：にっかつ撮影所
- 制作協力：4-Legs
- 演出補：安藤厚司、今井一、城間康男
- プロデューサー補：安達みき子、木下雅弘
- 企画・制作：岡正
- 製作著作：フジテレビ
- 発売：フジテレビ映像企画部